# Савез комуниста Србије
Савез комуниста Србије (скраћено СКС) био је друштвено-политичка организација, која је од 1945. до 1990. деловала у Социјалистичкој Републици Србији, као републичка организација Савеза комуниста Југославије (СКЈ).
Основан је 8. маја 1945. под називом Комунистичка партија Србије (КПС) од дотадашњег Покрајинског комитета КПЈ за Србију, који је од оснивања КП Југославије деловао на подручју Србије. У време Шестојануарске диктатуре 1929. и пар година након, деловао је као Обласни комитет КПЈ за Србију, али је након обнављања партијских организација поново подигнут на ниво Покрајинског комитета. У току Другог светског рата, 1941—1945. организовао је и руководио Народноослободилачком борбом у Србији, током које је дошао на власт.
Одлукама Шестог конгреса КПЈ, новембра 1952. преименован је у Савез комуниста Србије. Године 1968. у оквиру СК Србије, као засебни ентитети, аутономију су стекли Покрајински комитети за Војводину и Косово, односно Савез комуниста Војводине и Савез комуниста Косова, који су имали своје независне делегате у органима Савез комуниста Југославије. Током „антибирократске револуције”, у јесен 1988, смењена су покрајинска руководства, након чега је СК Србије поново преузео власт над покрајинским организацијама. Године 1981. СК Србије имао је 907.672 чланова, од чега су 203.350 били чланови СК Војводине, а 91.381 чланови СК Косова.
Од краја Другог светског рата, 1945. до почетка распада Југославије, 1990. био је водећа друштвено-политичка организација у Србији и имао апсолутну власт. 
Након прекида 14. конгреса и распада СКЈ, руководства Савеза комуниста Србије и Социјалистичког савеза радног народа Србије донела су одлуку о уједињењу ових организација што је и учињено на Дванаестом конгресу СКС 16. јула 1990. који је прерастао у Оснивачки конгрес Социјалистичке партије Србије (СПС) која је правни наследник СК Србије. На првим вишепартијским изборима у Србији, одржаним децембра 1990. СПС (реформисани СКС) освојио је 46% гласова, односно 194 (од 250) посланичких места и успео да сачува апсолутну власт.

## Конгреси и Конференције

### Конференције ПК КПЈ за Србију
- Покрајинска конференција КПЈ за Србију — одржана 23. октобра у Нишу и 25. октобра 1928. у Београду
- Четврта покрајинска конференција КПЈ за Србију — одржана 16. септембра на Златибору и 30. септембра 1934. у Београду
- Пета покрајинска конференција КПЈ за Србију — одржана маја 1940. у Београду

### Конгреси КПС/СКС
- Први (оснивачки) конгрес КП Србије — одржан од 8. до 12. маја 1945. у Београду
- Други конгрес КП Србије — одржан од 17. до 21. јануара 1949. у Београду
- Трећи конгрес СК Србије — одржан од 26. до 29. априла 1954. у Београду
- Четврти конгрес СК Србије — одржан од 4. до 6. јуна 1959. у Београду
- Пети конгрес СК Србије — одржан од 11. до 14. маја 1965. у Београду
- Шести конгрес СК Србије — одржан од 21. до 23. новембра 1968. у Београду
- Седми конгрес СК Србије — одржан од 23. до 25. априла 1974. у Београду
- Осми конгрес СК Србије — одржан од 29. до 31. маја 1978. у Београду
- Девети конгрес СК Србије — одржан од 27. до 29. маја 1982. у Београду
- Десети конгрес СК Србије — одржан од 26. до 28. маја 1986. у Београду
- Једанаести конгрес СК Србије — одржан од 15. до 17. децембра 1989. у Београду
- Дванаести ванредни конгрес СК Србије — одржан 16. јула 1990. у Београду (следећег дана наставио рад као Први конгрес Социјалистичке партије Србије)

## Лидери

### Лидери 1919—1945.
| Преглед руководећих личности Покрајинског комитета КПЈ за Србију | Преглед руководећих личности Покрајинског комитета КПЈ за Србију | Преглед руководећих личности Покрајинског комитета КПЈ за Србију | Преглед руководећих личности Покрајинског комитета КПЈ за Србију |
| име и презиме                                                    | Почетак мандата                                                  | крај мандата                                                     | напомена                                                         |
| Секретари Покрајинског комитета КПЈ за Србију                    | Секретари Покрајинског комитета КПЈ за Србију                    | Секретари Покрајинског комитета КПЈ за Србију                    | Секретари Покрајинског комитета КПЈ за Србију                    |
| ---------------------------------------------------------------- | ---------------------------------------------------------------- | ---------------------------------------------------------------- | ---------------------------------------------------------------- |
| Брацан Брацановић                                                | фебруара 1929                                                    | августа 1929                                                     |                                                                  |
| Отокар Кершовани                                                 | 1929                                                             | 1930                                                             |                                                                  |
| Петко Милетић                                                    | 1930                                                             | 1932                                                             |                                                                  |
| Благоје Паровић (в.д.)                                           | новембар 1933.                                                   | 30. септембар 1934.                                              | инструктор ЦК КПЈ задужен за обнову Покрајинског комитета        |
| Трајко Стаменковић                                               | 30. септембар 1934.                                              | новембар 1935.                                                   |                                                                  |
| Радован Вуковић                                                  | јануар 1936                                                      | новембар/децембар 1936.                                          |                                                                  |
| Александар Ранковић                                              | мај 1937.                                                        | 11. септембар 1941.                                              |                                                                  |
| Благоје Нешковић                                                 | 11. септембар 1941.                                              | 12. мај 1945.                                                    |                                                                  |

### Лидери 1945—1990.
| Преглед руководећих личности КП Србије / СК Србије | Преглед руководећих личности КП Србије / СК Србије | Преглед руководећих личности КП Србије / СК Србије      | Преглед руководећих личности КП Србије / СК Србије      | Преглед руководећих личности КП Србије / СК Србије | Преглед руководећих личности КП Србије / СК Србије |
| конгресни период                                   | број                                               | име и презиме                                           | назив функције                                          | назив функције                                     | напомена                                           |
| конгресни период                                   | број                                               | име и презиме                                           | почетак мандата                                         | крај мандата                                       | напомена                                           |
| -------------------------------------------------- | -------------------------------------------------- | ------------------------------------------------------- | ------------------------------------------------------- | -------------------------------------------------- | -------------------------------------------------- |
| 1 конгрес КПС 1945—1949.                           | 1                                                  | Благоје Нешковић                                        | секретар Централног комитета 1945—1966.                 | секретар Централног комитета 1945—1966.            |                                                    |
| 1 конгрес КПС 1945—1949.                           | 1                                                  | Благоје Нешковић                                        | 12. мај 1945.                                           | 6. октобар 1948.                                   |                                                    |
| 1 конгрес КПС 1945—1949.                           | 2                                                  | Петар Стамболић                                         | 6. октобар 1948.                                        | 21. јануар 1949.                                   |                                                    |
| 2 конгрес КПС 1949—1954.                           | 2                                                  | Петар Стамболић                                         | 21. јануар 1949.                                        | 29. април 1954.                                    |                                                    |
| 3 конгрес СКС 1954—1959.                           | 2                                                  | Петар Стамболић                                         | 29. април 1954.                                         | 30. март 1957.                                     |                                                    |
| 3 конгрес СКС 1954—1959.                           | 3                                                  | Јован Веселинов                                         | 30. март 1957.                                          | 6. јун 1959.                                       |                                                    |
| 4 конгрес СКС 1959—1965.                           | 3                                                  | Јован Веселинов                                         | 6. јун 1959.                                            | 14. мај 1965.                                      |                                                    |
| 5 конгрес СКС 1965—1968.                           | 3                                                  | Јован Веселинов                                         | 14. мај 1965.                                           | 4. новембар 1966.                                  |                                                    |
| 5 конгрес СКС 1965—1968.                           | 4                                                  | Добривоје Радосављевић                                  | председник Централног комитета 1966—1982.               | председник Централног комитета 1966—1982.          | напустио функцију због болести                     |
| 5 конгрес СКС 1965—1968.                           | 4                                                  | Добривоје Радосављевић                                  | 4. новембар 1966.                                       | 19. јануар 1968.                                   | напустио функцију због болести                     |
| 5 конгрес СКС 1965—1968.                           | 5                                                  | Петар Стамболић                                         | 19. јануар 1968.                                        | 23. новембар 1968.                                 |                                                    |
| 6 конгрес СКС 1968—1974.                           | 6                                                  | Марко Никезић                                           | 23. новембар 1968.                                      | 26. октобар 1972.                                  | смењен са функције                                 |
| 6 конгрес СКС 1968—1974.                           | 7                                                  | Тихомир Влашкалић                                       | 26. октобар 1972.                                       | 25. април 1974.                                    |                                                    |
| 7 конгрес СКС 1974—1978.                           | 7                                                  | Тихомир Влашкалић                                       | 25. април 1974.                                         | 31. мај 1978.                                      |                                                    |
| 8 конгрес СКС 1978—1982.                           | 7                                                  | Тихомир Влашкалић                                       | 31. мај 1978.                                           | 29. мај 1982.                                      |                                                    |
| 9 конгрес СКС 1982—1986.                           |                                                    |                                                         |                                                         |                                                    |                                                    |
| 8                                                  | Душан Чкребић                                      | председник Председништва Централног комитета 1982—1990. | председник Председништва Централног комитета 1982—1990. |                                                    |                                                    |
| 8                                                  | Душан Чкребић                                      | 29. мај 1982.                                           | 17. мај 1984.                                           |                                                    |                                                    |
| 9                                                  | Иван Стамболић                                     | 17. мај 1984.                                           | 28. мај 1986.                                           |                                                    |                                                    |
| 10 конгрес СКС 1986—1989.                          | 10                                                 | Слободан Милошевић                                      | 28. мај 1986.                                           | 19. мај 1988.                                      |                                                    |
| 10 конгрес СКС 1986—1989.                          | 10                                                 | Слободан Милошевић                                      | 19. мај 1988.                                           | 24. мај 1989.                                      |                                                    |
| 10 конгрес СКС 1986—1989.                          | 11                                                 | Богдан Трифуновић                                       | 24. мај 1989.                                           | 18. новембар 1989.                                 |                                                    |
| 11 конгрес СКС 1989—1990.                          | 11                                                 | Богдан Трифуновић                                       | 18. новембар 1989.                                      | 16. јул 1990.                                      |                                                    |